# Totsukawa
Totsukawa (十津川村, Totsukawa-mura) est un village situé dans le district de Yoshino (préfecture de Nara) au Japon. Le mont Shakka se trouve en partie sur son territoire.

## Géographie

### Situation
Totsukawa, le plus grand village du Japon, est situé sur l'île de Honshū, dans le sud de la préfecture de Nara, environ 75 km au sud-est d'Osaka.

### Démographie
En janvier 2017, la population de Totsukawa s'élevait à 3 488 habitants (50,3 % de femmes) répartis sur une superficie de 672,38 km2 (densité de population de 5 hab./km2),.